# Quellwald bei Bennemühlen
Der Quellwald bei Bennemühlen ist ein Naturschutzgebiet in der niedersächsischen Gemeinde Wedemark in der Region Hannover.

## Allgemeines
Das Naturschutzgebiet mit dem Kennzeichen NSG HA 237 ist circa 33 Hektar groß. Es umfasst das rund 15,5 Hektar große, gleichnamige FFH-Gebiet. Das Gebiet steht seit dem 14. Dezember 2018 unter Naturschutz. Zuständige untere Naturschutzbehörde ist die Region Hannover.

## Beschreibung
Das Naturschutzgebiet liegt nördlich von Hannover zwischen den Ortsteilen Bennemühlen und Hellendorf der Gemeinde Wedemark. Es umfasst den größten Teil des Kapellenholzes, eines alten und naturnahen Waldgebietes, sowie daran angrenzende Grünlandbereiche. Im Kapellenholz stocken Erlen-Eschen-Quellwald, u. a. mit Gewöhnlichem Schneeball und Ähriger Johannisbeere und einer artenreichen Krautschicht, Hainsimsen-Buchenwald mit nur spärlich ausgeprägter Krautschicht sowie Eichenmisch- und Buchenwald u. a. mit Siebenstern, Drahtschmiele und Waldgeißblatt in der Krautschicht. Die Wälder verfügen über einen hohen Alt- und Totholzanteil. Das Naturschutzgebiet wird vom Bennemühlener Mühlenbach durchflossen, der hier naturnah ausgeprägt ist und durch einen circa zwei Hektar großen, naturnahen Quellbereich gespeist wird. Die das Kapellenholz umgebenden Grünlandbereiche ergänzen den Lebensraum und wirken als Pufferzone für das Quellgebiet.
Die Eichen- und Buchenwälder sind Lebensraum von Schwarzspecht und den Fledermausarten Großer Abendsegler, Kleiner Abendsegler und Rauhautfledermaus.
Im Nordwesten des Gebietes befindet sich ein kleiner, privater Waldfriedhof mit Kapelle, nach dem das Waldgebiet benannt ist.
Das Naturschutzgebiet grenzt im Norden und Süden an die Ortslagen von Bennemühlen bzw. Hellendorf. Ansonsten ist es größtenteils von landwirtschaftlichen Nutzflächen umgeben.